# Карпати-2
«Карпати-2» — український футбольний клуб з міста Львова, фарм-клуб «Карпат» (Львів). Після сезону 2009/10 «Карпати» вирішили зняти фарм-клуб з другої ліги й відтоді команда виступає в чемпіонаті Львівської області.

## Історія
На професіональному рівні команда дебютувала в сезоні 1997/98 у другій лізі. 
2001 року замінив розформований ФК «Львів», що існував з 1992 року, в першій лізі чемпіонату України. Місце «Карпат-2» у другій лізі зайняла новостворена команда «Карпати-3», яка 15 липня 2003 року була перейменована на «Галичину-Карпати». 2004 року «Карпати» опустились до першої ліги, тому «Карпати-2» понизились у класі до другої ліги. «Галичина-Карпати» як третій фарм-клуб припинив виступи.
У сезонах 2004/05 — 2009/10 «Карпати-2» виступали в другій лізі.
Перед сезоном 2010/11 футбольний клуб «Карпати» вирішив зняти свою другу команду з розіграшу другої лігу з огляду на недоцільність виступів там через надто далекі переїзди та малу кількість команд-суперників у групі. Юні футболісти до кінця року набирали досвіду в складі ФК «Пустомити» в іграх прем'єр-ліги Львівщини сезону 2010. «Карпати» (Львів) взяли на себе фінансові зобов'язання пустомитівського клубу, що перебував у скрутному становищі, отримавши натомість можливість у повному складі заявити на 2-ге коло свою юнацьку команду та тренерський штаб. За «Пустомити» в другому колі чемпіонату-2010 грали футболісти школи «Карпат» і ЛУФК 1992—1994 років народження. Тренери колективу: Володимир Вільчинський і Любомир Вовчук.
2011 року «Карпати-2» посіли 5-е місце серед 10 команд у прем'єр-лізі Львівської області, а юнаки перемогли в юнацькій першості прем'єр-ліги області.

## Статистика виступів
| Сезон   | Ліга      | Місце | І  | В  | Н  | П  | ГЗ | ГП | О  | Кубок України[2]         | Примітки         |
| ------- | --------- | ----- | -- | -- | -- | -- | -- | -- | -- | ------------------------ | ---------------- |
| 1997–98 | Друга «А» | 3     | 34 | 16 | 5  | 13 | 54 | 50 | 53 | 1/256 фіналу             |                  |
| 1998–99 | Друга «А» | 8     | 28 | 11 | 6  | 11 | 30 | 40 | 39 | Не брав участь           |                  |
| 1999-00 | Друга «А» | 8     | 30 | 12 | 6  | 12 | 43 | 43 | 42 | 1/32 фіналу кубка 2 ліги |                  |
| 2000–01 | Друга «А» | 8     | 30 | 13 | 3  | 14 | 45 | 35 | 42 | 1/16 фіналу кубка 2 ліги | Підвищення[3][4] |
| 2001–02 | Перша     | 12    | 34 | 12 | 6  | 16 | 41 | 52 | 42 |                          |                  |
| 2002–03 | Перша     | 13    | 34 | 10 | 11 | 13 | 34 | 38 | 41 |                          |                  |
| 2003–04 | Перша     | 16    | 34 | 8  | 9  | 17 | 37 | 48 | 33 |                          | Виліт[5]         |
| 2004–05 | Друга «А» | 3     | 28 | 15 | 5  | 8  | 47 | 30 | 50 |                          |                  |
| 2005–06 | Друга «А» | 5     | 28 | 14 | 4  | 10 | 39 | 36 | 46 |                          |                  |
| 2006–07 | Друга «А» | 8     | 28 | 10 | 9  | 9  | 41 | 35 | 39 |                          |                  |
| 2007–08 | Друга «А» | 15    | 30 | 7  | 3  | 20 | 33 | 53 | 24 |                          |                  |
| 2008–09 | Друга «А» | 14    | 32 | 9  | 7  | 16 | 28 | 43 | 34 |                          |                  |
| 2009–10 | Друга «А» | 10    | 20 | 5  | 1  | 14 | 17 | 43 | 16 |                          | Виліт            |